# A Funny Thing Happened on the Way to the Forum (film)
A Funny Thing Happened on the Way to the Forum is een musical-comedy-film uit 1966, gebaseerd op de theatermusical.
Geïnspireerd op de kluchten van de oud-Romeinse toneelschrijver Plautus (251-183 v.Chr.) - met name Pseudolus, Miles Gloriosus en Mostellaria - vertelt de film het schunnige verhaal van een slaaf genaamd Pseudolus en zijn poging zijn vrijheid terug te winnen door zijn jonge meester te helpen het buurmeisje het hof te maken.
De film werd geregisseerd door Richard Lester, met Zero Mostel en Jack Gilford in dezelfde rollen als op het toneel. Ook speelde Buster Keaton in zijn laatste filmrol, Phil Silvers, en Lesters favorieten Michael Crawford, Michael Hordern en Roy Kinnear.
De musical is voor het witte doek door Melvin Frank en Michael Pertwee aangepast met tekst en muziek door Stephen Sondheim en het script door Burt Shevelove en Larry Gelbart. De plot is anders ingedeeld en de meeste liedjes zijn eruit gehaald. De film werd niet goed ontvangen, ook de makers van de film vonden het geen succes, al liep de verkoop goed.

## Verhaal
De film speelt zich af in Rome ergens in de tijd van keizer Nero. Pseudolus is "de leugenachtigste, onbetrouwbaarste, slordigste slaaf van alle in Rome", die als enige wens heeft zijn vrijheid terug te kopen van de ouders van zijn meester, de onder de plak zittende Senex en diens dominante vrouw Domina. Als hij ontdekt dat zijn meester, de knappe maar niet al te slimme zoon Hero, verliefd is op de maagd Philia, de prachtige courtisane van de souteneur (dat wil zeggen bordeeleigenaar) Marcus Lycus, de buurman, gooit Pseudolus het op een akkoordje: hij zal het meisje krijgen voor Hero in ruil voor zijn vrijheid. Ongelukkigerwijs is de maagd al verkocht aan de grote Romeinse militair kapitein Miles Gloriosus, die nu onderweg is van het veroverde Kreta om zijn aanstaande bruid Philia op te halen. Pseudolus chanteert zijn opzichter, Hysterium, om zich voor te doen als het lijk van Philia en zo de kapitein om de tuin te leiden, maar alles gaat van alle kanten mis.
Aan het eind krijgt de jongen het meisje. Erronius, de buurman van Senex, ontdekt dat Philia en Miles zijn lang-verloren kinderen zijn. Pseudolus krijgt zijn vrijheid, een prachtige minnares en een bruidsschat van 10.000 mina, met de complimenten van Marcus Lycus.

## Rolverdeling
| Acteur           | Personage                |
| ---------------- | ------------------------ |
| Zero Mostel      | Pseudolus                |
| Phil Silvers     | Marcus Lycus             |
| Michael Crawford | Hero                     |
| Jack Gilford     | Hysterium                |
| Annette Andre    | Philia                   |
| Buster Keaton    | Erronius                 |
| Michael Hordern  | Senex                    |
| Leon Greene      | kapitein Miles Gloriosus |
| Patricia Jessel  | Domina                   |
| Inga Neilson     | Gymnasia                 |
| Roy Kinnear      | gladiator-trainer        |
| Pamela Brown     | hogepriesteres           |
| Beatrix Lehmann  | Domina's moeder          |
| Bill Kerr        | gladiator-leerling       |
| Jon Pertwee      | Crassus                  |
| Frank Thornton   | slavendrijver            |
| Ingrid Pitt      | Courtesan                |
| Janet Webb       | Fertilla                 |
| Myrna White      | Vibrata                  |

Voetnoot
- Tijdens de filmopnamen was Buster Keaton ongeneeslijk ziek door kanker, maar hij deed veel stunts in de film zelf.

## Muziek
- "Comedy Tonight" — Pseudolus en Gezelschap
- "Lovely" — Philia en Hero
- "Everybody Ought to Have a Maid" — Pseudolus, Senex, Lycus, en Hysterium
- "Bring Me My Bride" — Miles Gloriosus en Gezelschap
- "Lovely" (reprise) — Pseudolus en Hysterium
- "Funeral Sequence" - Pseudolus, Miles Gloriosus en Gezelschap
- "Finale" — Gezelschap

De muziek van Sondheim werd bewerkt voor de film Forum door Ken Thorne, die eerder al met The Beatles had gewerkt voor Help! (1965). Thorne won in 1967 de enige prijs die Forum ontving, de Academy Award voor "Beste Muziek, Partituur, Bewerking of Behandeling".

## Productie
Zero Mostel speelde de rol van Pseudolus ook op Broadway, en Richard Lester was zijn keuze om de filmversie te regisseren. Charlie Chaplin, Orson Welles en Mike Nichols waren de andere regisseurs die overwogen werden.
De film is opgenomen in de Samuel Bronston Studios in Madrid, Spanje, en op locatie in de stad. Er werd gedraaid van september tot november 1965.
Jack Gilford speelde zijn rol als "Hysterium" ook al eerder op Broadway. Tony Walton, ontwierp voor zowel de Broadway productie als voor de filmversie de decors en de kleding.
George Martin, die samen met Ethel Martin garant stond voor de choreografie voor de film, was voor de Broadway-versie de assistent van Jack Cole, de choreograaf aldaar. (Jerome Robbins heeft ook nog het een en ander voor de toneelversie gedaan.)
Forum ging op 16 oktober 1966 in New York in première en in Londen op 14 december van dat jaar. In januari 1967 werd de film wereldwijd vertoond.

## Prijs
Ken Thorne, de muzikaal leider van de film, ontving in 1967 een Academy Award voor "Beste Muziek, Partituur, Bewerking of Behandeling". Daarnaast werd de film in datzelfde jaar genomineerd voor een Golden Globe als "Beste Speelfilm - Musical/Comedy".